# Spiraea alba
Таволга біла (Spiraea alba) — вид рослини родини трояндових.

## Будова
Кущ з багатьма з розгалуженими стеблами. Квіти білі чи світло рожеві 6 мм в діаметрі зібрані у густі групи 10-15 см довжиною. Квітне довго з середини літа до середини осені. Листя вузьке темне згори і світле знизу. Кора сіра чи червонувата, гладенька, лущиться з стовбура рівними смугами.

## Поширення та екологія
Зростає на вологих луках на сході Північної Америки. Рослина є хазяїном для личинок метелика синявцю крушинового (Celastrina argiolus).

## Практичне використання
Вирощується як декоративна рослина.

## Галерея

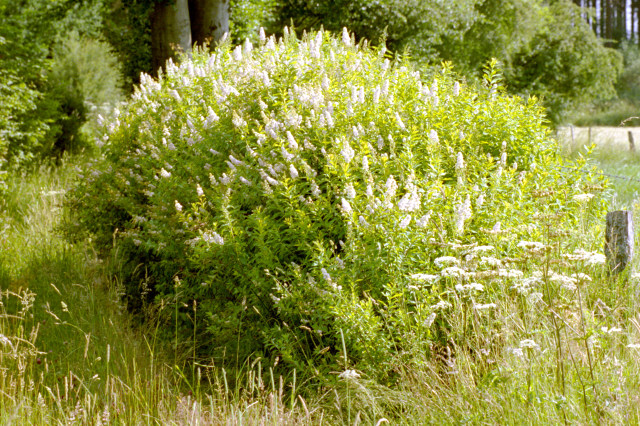
Зовнішній вигляд
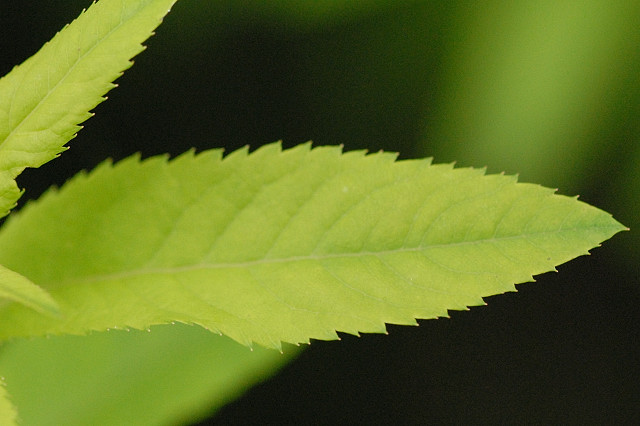
Листок
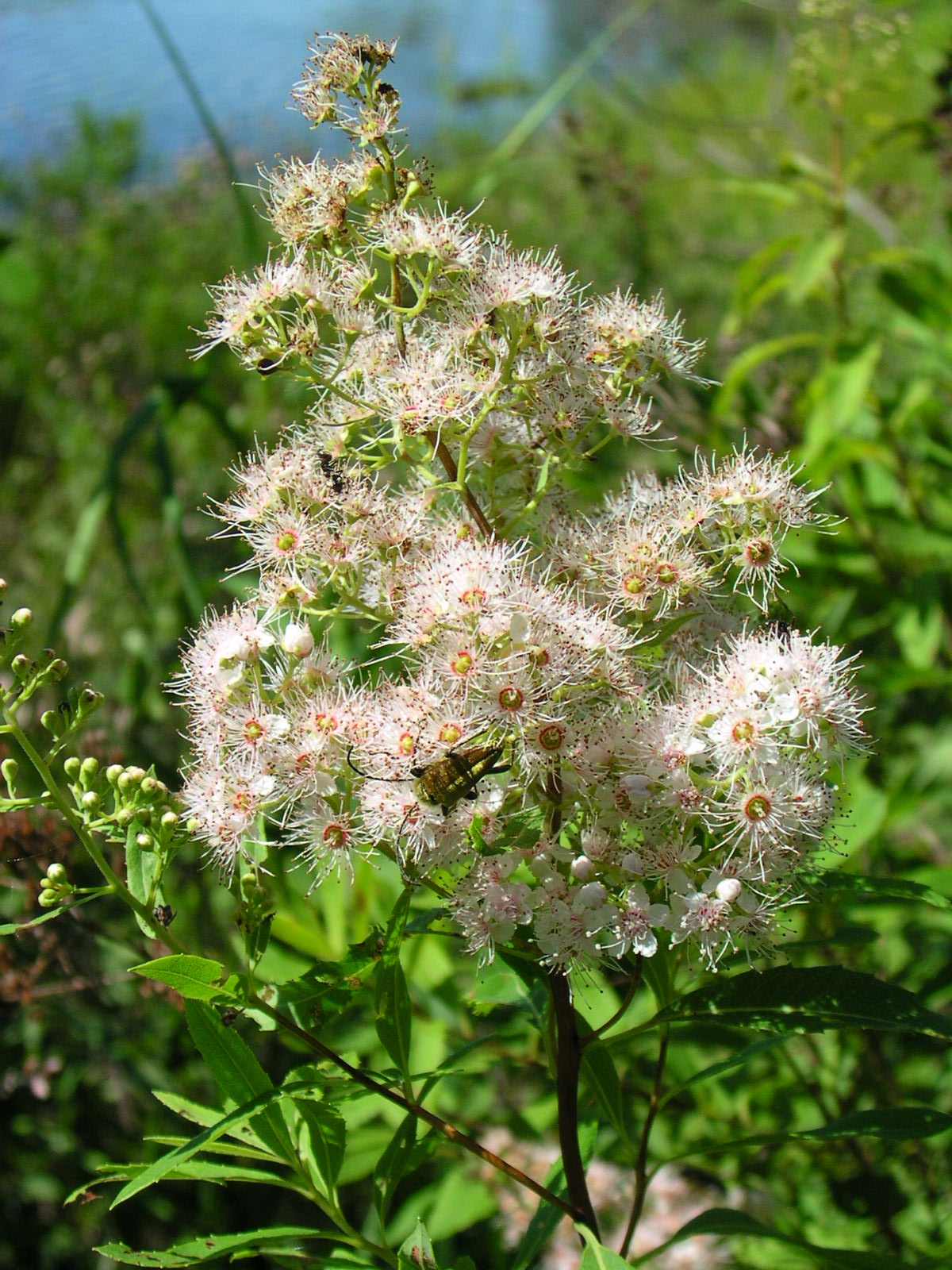
Квіти